# Um Ano na Corte
Um Ano na Corte é um romance histórico da autoria de João de Andrade Corvo. Foi publicado em 2 volumes nos anos de 1850/1851 pela Revista Universal Lisbonense.
A sua acção decorre nos anos 1666-1667 em Lisboa, no período final do reinado de D. Afonso VI e no processo político que levaria à sua deposição pelo irmão, o infante D. Pedro, futuro rei D. Pedro II de Portugal.
O protagonista é o jovem capitão Francisco de Albuquerque, chamado a Lisboa para integrar a casa do infante D. Pedro. Francisco enamora-se da favorita do rei, a Calcanhares, envolve-se num duelo, é preso e condenado à morte, mas salva-se no último momento e torna-se jesuíta.
Paralelamente a este enredo, surgem os conflitos de personagens históricas: D. Afonso VI, o ministro conde de Castelo-Melhor, o infante D. Pedro, a rainha, D. Maria Francisca de Saboia. Nesse sentido, a acção não tem um fio narrativo seguro, oscilando entre as duas esferas: as personagens de ficção e as figuras históricas.
Castelo Branco Chaves considera a composição do romance equilibrada (ver bibliografia) e designa-o de história romanceada. António José Saraiva e Óscar Lopes ressaltam a "impressionante abundância de pormenores sobre a vida corrente".
Existe edição recente da obra, pela Lello & Irmão - Editores (Porto), de 1981,em 2 volumes.